# Bernadine Healy
Bernadine Patricia Healy (Nueva York, 4 de agosto de 1944 – Gates Mills, 6 de agosto de 2011) fue una cardióloga estadounidense, la primera directora de los Institutos Nacionales de Salud de Estados Unidos (NIH). Ocupó cargos de relevancia en la Administración de los presidentes republicanos Ronald Reagan, George H.W. Bush y George W. Bush. Fue estudiosa e impulsora de la medicina desde la perspectiva de género y la salud de las mujeres.
Durante su carrera, Healy ocupó puestos de liderazgo en la Universidad Johns Hopkins, la Clínica Cleveland, la Universidad Estatal de Ohio y la Universidad de Harvard. También fue presidenta de la Cruz Roja estadounidense y de la Asociación Estadounidense del Corazón. Fue editora de salud y columnista de la revista US News & World Report y una conocida comentarista sobre temas de salud en los medios de comunicación.

## Inicios
Nacida en Nueva York, hija de Violet McGrath y Michael Healy, fue una de las cuatro hijas criadas en Long Island City, Queens. Sus padres hacían hincapié en la importancia de la educación. En 1962, se graduó como primera de su clase en el Hunter College High School de Manhattan. Asistió al Vassar College con una beca completa y se graduó summa cum laude en 1965 con una especialización en química y una especialización en filosofía. Fue elegida Phi Beta Kappa. 
Ingresó en la Escuela de Medicina Harvard, también con una beca completa, y fue una de las diez únicas mujeres de los 120 estudiantes de su clase. Tras graduarse con honores en 1970, realizó su internado y residencia en medicina interna y su beca de cardiología en la Escuela de Medicina de la Universidad Johns Hopkins y el Hospital Johns Hopkins. Tras finalizar su formación posdoctoral, se convirtió en la primera mujer en incorporarse al cuerpo docente de cardiología a tiempo completo y ascendió rápidamente a la categoría de profesora de medicina.
Durante ocho años dirigió la unidad de cuidados coronarios del Hospital Johns Hopkins. En la Escuela de Medicina fue decana adjunta de programas posdoctorales y desarrollo del profesorado.
Durante ese tiempo, organizó un simposio de Mary Elizabeth Garrett, de cobertura nacional, sobre la mujer en la medicina, en el que se examinaron las oportunidades y los obstáculos a los que se enfrentan las mujeres médicas aproximadamente 90 años después de la fundación de la facultad de medicina en 1893. Al mismo tiempo se rindió homenaje a Garrett, la socialité y filántropa victoriana que se aseguró de que la Escuela de Medicina de Johns Hopkins abriera sus puertas a las mujeres (la escuela se inauguró en octubre de 1893 y tres de los dieciocho candidatos originales al título de doctor fueron mujeres) y también de que admitiera a mujeres y hombres exactamente en las mismas condiciones.

## Afiliaciones
Durante su estancia en el Hospital Johns Hopkins, Healy ocupó varios puestos de liderazgo en organizaciones como la Federación Estadounidense de Investigación Clínica, el American College of Cardiology (Escuela Estadounidense de Cardiología) y la Asociación Estadounidense del Corazón, organización que posteriormente dirigió como presidenta voluntaria. Y formó parte de comités asesores del Instituto Nacional del Corazón, los Pulmones y la Sangre de Estados Unidos.
La organización sin ánimo de lucro Age of Autism la nombró Persona del Año 2008 por su opinión públicamente expresada de que no se había demostrado que la vacunación no fuera un factor desencadenante o una causa del autismo, y por su enérgica insistencia en que se hiciera la ciencia adecuada para resolver la cuestión. El consenso científico era y es que no se ha encontrado ninguna asociación entre las vacunas y el autismo.

## Cleveland Clinic
En 1985, Healy dejó Washington y se trasladó a Cleveland, donde se convirtió en presidenta del Instituto de Investigación Lerner de la Clínica Cleveland y ejerció la cardiología. Además de crear nuevos e importantes programas de biología molecular, neurociencia y biología del cáncer, dirigió un amplio programa de investigación sobre hipertensión financiado por los Institutos Nacionales de Salud (NIH) y fue la principal investigadora de la participación de la Clínica Cleveland en un importante estudio de investigación clínica que comparaba la angioplastia con la cirugía de baipás coronario.
Dirigió la junta asesora de los Institutos Nacionales de Salud (NIH) para otro estudio clínico multicéntrico que demostró que las estatinas podían ralentizar el curso de la aterosclerosis en los injertos de baipás coronario. Durante este tiempo inició un programa de estudiantes de medicina en alianza con la Universidad Estatal de Ohio que sirvió de precursor para la fundación de la Escuela de Medicina Lerner de la Clínica Cleveland en 2004.

## Cruz Roja estadounidense
Healy fue contratada fuera de la Estatal de Ohio para convertirse en presidenta y directora general de la Cruz Roja estadounidense a finales de 1999, sucediendo a Elizabeth Dole. Desde el principio, se esforzó por unir los distintos servicios y personas voluntarias bajo el lema «Juntos podemos salvar una vida».
Su permanencia en la Cruz Roja fue inestable. En la primavera de 2001, la FDA impuso una multa récord a la organización por el mal manejo de productos sanguíneos infectados por el Citomegalovirus (CMV).
La Cruz Roja estadounidense fue criticada en los medios de comunicación, especialmente por el presentador de Fox News Channel, Bill O'Reilly, el fiscal general del Estado de Nueva York, Eliot Spitzer, y algunos miembros del Congreso, por engañar a las personas donantes al solicitar y recibir donaciones por valor de 564 millones de dólares tras los atentados del 11-S, después de que se descubriera que la mayoría de los fondos recibidos se reservaban para el uso a largo plazo de la organización en lugar de destinarse a apoyar a las víctimas y el voluntariado. La Cruz Roja se vio obligada a cambiar su política.
Healy también abogó por retener las cuotas de la Federación Internacional de Sociedades de la Cruz Roja y de la Media Luna Roja por no permitir que la sociedad de la Cruz Roja de Israel, Magen David Adom, se uniera al organismo internacional sin adoptar la cruz o la media luna como símbolo. La Junta Directiva de la Cruz Roja la contrató como «agente de cambio», pero se quejó de su férreo estilo de gestión y de la «pérdida de control de la Junta sobre la toma de decisiones cotidiana». El consejo forzó su dimisión a raíz de estos desacuerdos y controversias. Healy dejó la organización como presidenta el 31 de diciembre de 2001.
El Consejo de administración de Cruz Rojo contrató su como «agente de cambio» pero chaffed en su steely estilo directivo y la pérdida de «el tablero de controlar encima día-a-decisión de día-haciendo».  El tablero forzó su dimisión en el despertar de estos desacuerdos y controversias. Healy departed la organización cuando presidente el 31 de diciembre de 2001.

## Servicios al Gobierno

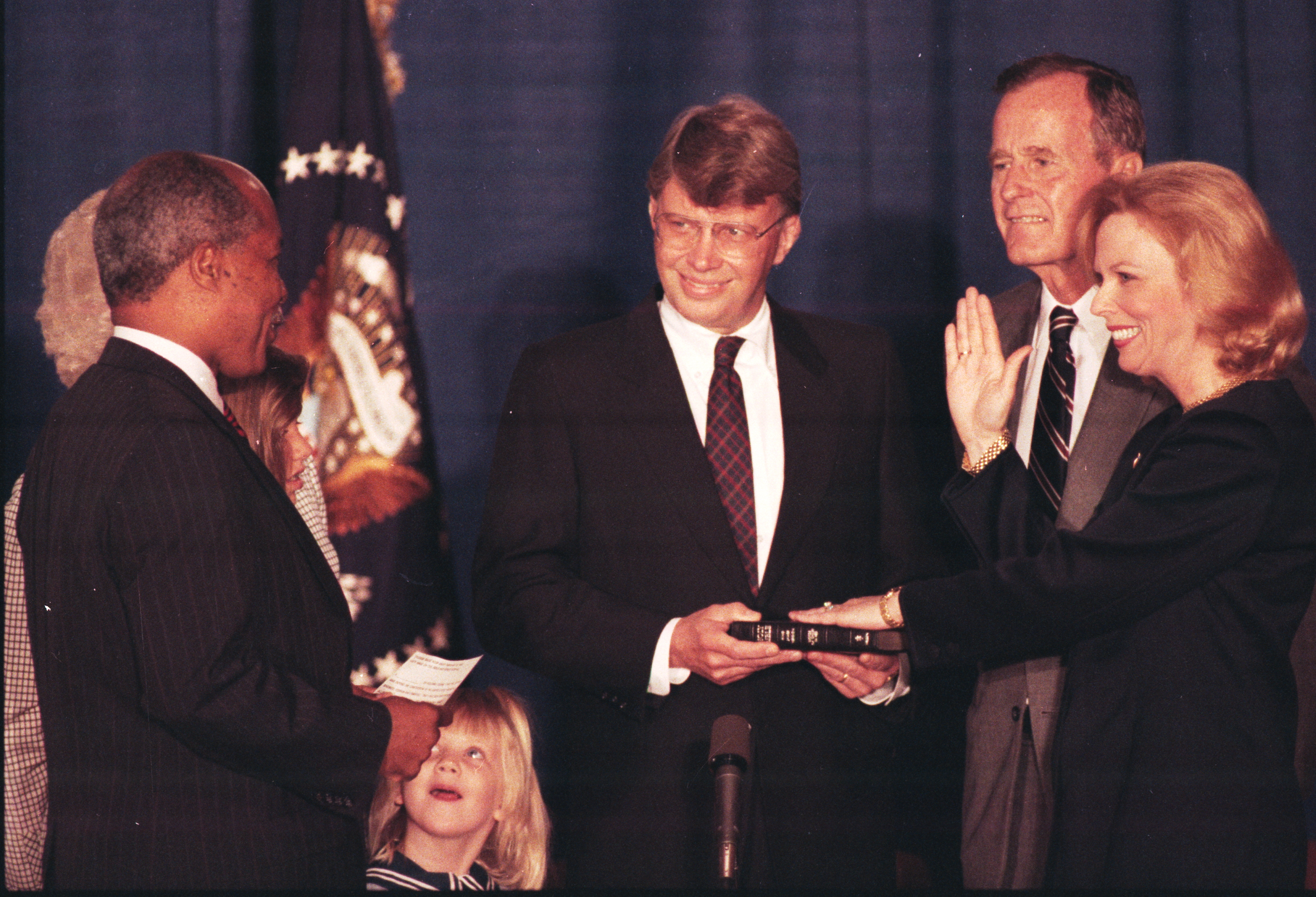
Healy (derecha) con el presidente de EE. UU., George H.W. Bush, en 1991, jurando como directora de los Institutos Nacionales de Salud.

### Asesora del presidente de EE.UU.
El presidente Ronald Reagan nombró a Healy subdirectora de la Oficina de Política Científica y Tecnológica de la Casa Blanca. Fue presidenta del Grupo del Gabinete de la Casa Blanca sobre Biotecnología, secretaria ejecutiva del Panel del Consejo Científico de la Casa Blanca sobre la Salud de las Universidades, y miembro de varios grupos consultivos sobre el desarrollo de directrices a nivel gubernamental para la investigación en seres humanos y para el trato humano de los animales en la investigación. Posteriormente, formó parte del Consejo Presidencial de Asesores en Ciencia y Tecnología durante la administración de los presidentes George H.W. Bush y George W. Bush.

### Institutos Nacionales de Salud
Healy era directora del Instituto de Investigación de la Fundación de la Clínica Cleveland cuando en 1991 el presidente George H. W. Bush la nombró directora de los Institutos Nacionales de Salud (NIH), siendo la primera mujer en dirigirlos. Durante sus dos años al frente, emprendió muchas iniciativas, como el desarrollo de un importante laboratorio interno de genómica humana; contrató a un equipo de renombre mundial para dirigir el Proyecto Genoma Humano, entre ellos el director de los NIH desde 2009, el Dr. Francis Collins; elevó la investigación en enfermería a instituto independiente de los NIH; y estableció una política por la que los NIH sólo financiarían los ensayos clínicos que incluyeran a hombres y mujeres cuando la enfermedad estudiada afectara a ambos sexos.

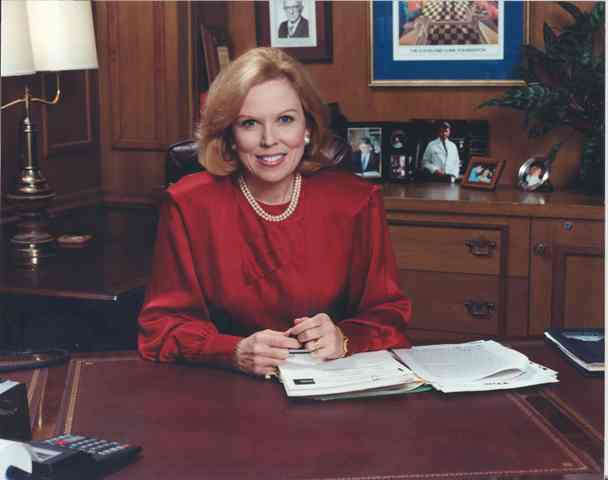
Healy sirvió en NIH de 1991 a 1993.

Según Francis Collins, Healy fue la responsable de presionar a James Dewey Watson para que se retirara como director del Proyecto Genoma Humano. La causa fue que este publicó su convencimiento de que las secuencias genéticas de ADN identificadas deberían estar disponibles abiertamente para su uso en la prevención de enfermedades, en lugar de permitir que las secuencias de ADN fueran patentadas. Esta idea, defendida por Healy, fue calificada por Watson de loca y descabellada.

### Asociación estadounidense del Corazón
Como presidenta de la Asociación estadounidense del Corazón de 1988 a 1989, trató de convencer tanto al público como a la comunidad médica de que las enfermedades del corazón son también una enfermedad de mujeres, «no una enfermedad de hombres disfrazada». Nombrada presidenta de la Cruz Roja estadounidense en 1999, Healy trabajó para mejorar la seguridad y la disponibilidad del suministro de sangre estadounidense, al tiempo que supervisaba el desarrollo de un programa de respuesta a las armas de destrucción masiva. En 2001 dirigió la respuesta de la organización a los atentados del 11 de septiembre.

### Candidata al Senado de los EE.UU.
En 1994, Healy fue candidata republicana para representar a Ohio en el Senado de los Estados Unidos. Se presentó a las primarias del Partido Republicano y quedó en segundo lugar en una carrera de cuatro personas. El vicegobernador Mike DeWine ganó y se impuso en las elecciones generales.

### Universidad Estatal de Ohio
Healy fue profesora y decana de la Facultad de Medicina de la Universidad Estatal de Ohio de 1995 a 1999. Durante su mandato, la facultad amplió sus programas de salud pública para convertirlos en una Escuela de Salud Pública, rebautizando la Facultad de Medicina como Facultad de Medicina y Salud Pública.
Sus esfuerzos condujeron a la designación de la facultad de medicina como Centro Nacional de Excelencia en Salud de la Mujer. Se creó un nuevo departamento de ortopedia y se planificó el desarrollo de un Instituto Musculoesquelético. El Centro Oncológico James amplió sus esfuerzos en materia de investigación básica con la contratación de la Dra. Clara Bloomfield, oncóloga e investigadora de la leucemia, y su marido, el Dr. Albert de la Chappelle, genetista de fama mundial: la pareja se encargó de ampliar los programas de la facultad en materia de investigación del cáncer y genética de los tumores. La investigación y la práctica cardiovascular crecieron con la contratación del Dr. Robert Michler, de la Universidad de Columbia, que ayudó a revitalizar los programas de cirugía torácica y trasplante de corazón y desarrolló uno de los primeros programas de cirugía cardíaca robótica. El Dr. Pascal Goldschmidt, cardiólogo e investigador, contratado desde el Hospital Johns Hopkins, ayudó a crear el Instituto del Corazón y el Pulmón.

### Consejos consultivos
A lo largo de su carrera, Healy formó parte de numerosos comités y juntas de asesoramiento médico. Entre ellos figuran comités del Instituto de Medicina de la Academia Nacional de Ciencias, del que formó parte, y de la Academia Nacional de Ingeniería; el Departamento de Energía, la NASA y los Institutos Nacionales de Salud (NIH). Participó brevemente en un consejo asesor de la Coalición para el Avance de la Ciencia Sólida (una organización que más tarde se demostró que estaba financiada por Philip Morris), y formó parte de numerosos grupos y consejos asesores de la Asociación estadounidense del Corazón y la Escuela Estadounidense de Cardiología, donde criticó abiertamente el tabaquismo y sus efectos en el sistema cardiovascular.

### Medios de comunicación
A lo largo de su carrera, Healy fue comentarista y consultora médica para CBS, PBS y MSNBC, y realizó numerosas apariciones en CNN, C-SPAN y Fox News. A partir de 2003, Healy escribió una columna titulada "On Health" para U.S. News & World Report sobre una amplia gama de temas médicos, como la salud de la mujer, la marihuana, la enfermedad coronaria, el cáncer, los tatuajes, la circuncisión masculina, la preparación médica o la reforma sanitaria.
Healy se convirtió en el centro de la controversia cuando cuestionó la conclusión del Instituto de Medicina de 2004 de que las pruebas que refutaban la relación entre las vacunas infantiles y el autismo eran concluyentes. En una entrevista con Sharyl Attkisson, emitida por la cadena CBS a nivel nacional, alegó que el gobierno ha evitado estudiar si existen subgrupos de población susceptibles en los que la vacunación pueda provocar autismo, por el temor de que, si se encontrara tal relación entre las vacunas y el autismo, la gente dejaría de vacunarse.

## Familia
Healy estaba casada con el cirujano cardíaco Floyd D. Loop, antiguo director general de la Clínica Cleveland. Ella y su marido tuvieron una hija, Marie McGrath Loop. Tenía otra hija, Bartlett Bulkley, de su anterior matrimonio.

## Fallecimiento
Healy murió dos días después de su 67.º cumpleaños, el 6 de agosto de 2011, en Gates Mills (Ohio), poniendo fin a una batalla de trece años contra el cáncer cerebral.

## Medios de comunicación populares
Healy es el tema de un episodio de 2018 del podcast de Malcolm Gladwell "Revisionist History": "Strong Verbs, Short Sentences", temporada 3, episodio 9.